# Thomas Jefferson (lekkoatleta)
Thomas Theodore Jefferson (ur. 8 czerwca 1962 w Cleveland) – amerykański lekkoatleta sprinter, medalista olimpijski z Los Angeles z 1984.
Specjalizował się w biegu na 200 metrów. Na igrzyskach olimpijskich w 1984 w Los Angeles zdobył brązowy medal w tej konkurencji, przegrywając ze swymi rodakami Carlem Lewisem i Kirkiem Baptiste.
Zdobył brązowy medal w sztafecie 4 × 100 metrów na uniwersjadzie w 1985 w Kobe (sztafeta biegła w składzie: Lee McNeill, Jefferson, Keith Talley i Mike Morris).
Na halowych mistrzostwach świata w 1991 w Sewilli zajął 4. miejsce w finale biegu na 200 metrów.
Miał rekord życiowy w biegu na 200 metrów 20,21 s, uzyskany 20 lipca 1991 w Nowym Jorku.